# Cantó de Saint-Varent
El cantó de Saint-Varent és un cantó francès del departament de Deux-Sèvres, situat al districte de Bressuire. Té 9 municipis i el cap és Saint-Varent.

## Municipis
- Coulonges-Thouarsais
- Geay
- Glénay
- La Chapelle-Gaudin
- Luché-Thouarsais
- Luzay
- Pierrefitte
- Sainte-Gemme
- Saint-Varent

## Història
| Data d'elecció                           | Identitat       | Partit                                | Qualitat |
| ---------------------------------------- | --------------- | ------------------------------------- | -------- |
| 1945-1961                                | M. Battreau     | MRP                                   |          |
| 1961-1979                                | André Minot     | SFIO, després PS                      |          |
| 1979-1998                                | Alain Bossay    | Divers droite                         |          |
| 1998-2004                                | David Martineau | sense etiqueta, després divers gauche |          |
| 2004-                                    | Claude Aubin    | Divers droite                         |          |
| les dades anteriors no són pas conegudes |                 |                                       |          |
|                                          |                 |                                       |          |

## Demografia
| A partir de 1990: Població sense dobles comptes |